# Venezillo longispinis
Venezillo longispinis är en kräftdjursart som först beskrevs av Richardson 1912.  Venezillo longispinis ingår i släktet Venezillo och familjen Armadillidae. Inga underarter finns listade i Catalogue of Life.